# Palmer (Kansas)
Palmer es una ciudad ubicada en el condado de Washington en el estado estadounidense de Kansas. En el año 2010 tenía una población de 111 habitantes y una densidad poblacional de 138,75 personas por km².

## Geografía
Palmer se encuentra ubicada en las coordenadas 39°37′58″N 97°8′24″O / 39.63278, -97.14000 (39.632737, -97.140028).

## Demografía
Según la Oficina del Censo en 2000 los ingresos medios por hogar en la localidad eran de $31,042 y los ingresos medios por familia eran $35,625. Los hombres tenían unos ingresos medios de $23,750 frente a los $19,375 para las mujeres. La renta per cápita para la localidad era de $14,670. Alrededor del 11.8% de la población estaban por debajo del umbral de pobreza.